# Lijst van communistische partijen
Er zijn een aantal communistische partijen die actief zijn in verschillende landen over de hele wereld, en een aantal die vroeger actief waren.

## Regerende partijen in een eenpartijstaat
- China - Communistische Partij van China
- Cuba - Communistische Partij van Cuba
- Laos - Laotiaanse Revolutionaire Volkspartij
- Vietnam - Communistische Partij van Vietnam
- Noord-Korea - Koreaanse Arbeiderspartij[1]

## Voorheen regerende partijen in een eenpartijstaat
- Afghanistan (1978-1992) - Democratische Volkspartij van Afghanistan
- Albanië (1944-1991) - Albanese Partij van de Arbeid
- Angola (1975-1992) - Volksbeweging voor de Bevrijding van Angola - verving marxisme-leninisme voor sociaaldemocratie in 1992.
- Benin (1975-1990) - Revolutionaire Volkspartij van Benin
- Bulgarije (1944-1990) - Bulgaarse Communistische Partij
- Duitse Democratische Republiek (1949-1990) - Sozialistische Einheitspartei Deutschlands
- Ethiopië (1974-1991) - Arbeiders Partij van Ethiopië
- Hongarije (1919) - Hongaarse Communistische Partij
- Hongarije (1949-1990) - Hongaarse Socialistische Arbeiderspartij
- Joegoslavië (1943-1990) - Joegoslavische Communistenbond
- Kampuchea (1976-1979) - Rode Khmer
- Kampuchea (1979-1993) - Cambodjaanse Volkspartij
- Litouws-Wit-Russische SSR (1919) - Communistische Partij (Bolsjewieken) van Litouwen en Wit-Rusland
- Mongolië (1924-1992) - Mongoolse Volkspartij
- Mozambique (1975-1992) - verving het marxisme-leninisme voor sociaaldemocratie - FRELIMO
- Oekraïense SSR (1918) - Communistische Partij (Bolsjewieken) van Oekraïne, werd onderdeel van de Communistische Partij van de Sovjet-Unie
- Polen (1948-1989) - Poolse Verenigde Arbeiderspartij
- Roemenië (1947-1989) - Roemeense Communistische Partij
- Somalië (1976-1991) - Somalische Revolutionaire Socialistische Partij
- Sovjet-Unie (1922-1991) - Communistische Partij van de Sovjet-Unie
- Tsjecho-Slowakije (1948-1989) - Communistische Partij van Tsjecho-Slowakije
- Zuid-Jemen (1969-1990) - Jemenitische Socialistische Partij

## Communistische partijen die geparticipeerd hebben aan een democratische regering
- België (1945) - Kommunistische Partij van België
- Brazilië (2002-2016) - Communistische Partij van Brazilië
- Chili (1970-1973) en (2014-2018) - Communistische Partij van Chili –  deelgenomen aan de regerende coalition
- Cyprus (2008-2013) Progressieve Partij van de Arbeiders
- Frankrijk (1944-1947), (1981-1984) en (1997-2002) - Franse Communistische Partij
- Griekenland (1989-1991) - Communistische Partij van Griekenland
- Guyana (1992-2015) - Volks Progressieve Partij
- Mali (2002-2007) - Afrikaanse Solidariteit voor Democratie en Onafhankelijkheid
- Moldavië (2001-2009) - Partij van Communisten van de Republiek Moldavië
- Nepal (2018-heden) - Nepalese Communistische Partij
- Nepal (1994-1995), (1997), (1998-1999), (2008-2009), (2009-2011), (2011-2013) en (2014-2015) - Communistische Partij van Nepal (Verenigd Marxistisch-Leninistisch)
- Nepal (2008-2009), (2013-2015) en (2016-2017) - Verenigde Communistische Partij van Nepal (Maoïstisch)
- Portugal (2015-heden (gedoogsteun)) - Portugese Communistische Partij (PCP)
- San Marino (1945-1957) en (1978-1990) - San Marinese Communistische Partij
- Tsjechië (2018-heden (gedoogsteun)) - Communistische Partij van Bohemen en Moravië
- Oekraïne (2006-2007) - Communistische Partij van Oekraïne

## Modern (niet regerend)
- Afghanistan - Democratische Volkspartij van Afghanistan, Alle Natie Beweging voor Democratie en Vooruitgang van Afghanistan
- Albanië - Communistische Partij van Albanië
- Algerije - Algerijnse Partij voor Democratie en Socialisme
- Argentinië - Communistische Partij van Argentinië, Revolutionaire Communistische Partij van Argentinië
- Armenië - Armeense Communistische Partij, Verenigde Communistische Partij van Armenië
- Nagorno-Karabach (niet-erkend land) - Communistische Partij van Artsach
- Australië - Communistische Partij van Australië, Communistische Partij van Australië (Marxistisch-Leninistisch)
- Azerbeidzjan - Azerbeidzjan Communistische Partij, Communistische Partij van Azerbeidzjan, Verenigde Communistische Partij van Azerbeidzjan en Azerbeidzjan Communistische Partij (Op het platform van het Marxisme-Leninisme)
- Bahrein - Nationaal Bevrijdingsfront - Bahrein
- Bangladesh - Communistische Partij van Bangladesh, Arbeiders Partij van Bangladesh, Socialistische Partij van Bangladesh
- België - Partij van de Arbeid van België, Linkse Socialistische Partij, Socialistische Arbeiderspartij
- Bhutan - Bhutaanse Communistische Partij (Marxistisch-Leninistisch-Maoïstisch)
- Bosnië en Herzegovina - Communistische Arbeiderspartij van Bosnië en Herzegovina
- Brazilië - Braziliaanse Communistische Partij
- Bulgarije - Communistische Partij van Bulgarije
- Canada - Communistische Partij van Canada, Communistische Partij van Quebec, Communistische Partij van Canada (Marxistisch-Leninistisch)
- Chili - Communistische Partij van Chili en Chileense Communistische Partij (Proletarische Actie)
- Colombia - Colombiaanse Communistische Partij, Clandestiene Colombiaanse Communistische Partij
- Costa Rica - Costa Ricaanse Volkspartij
- Denemarken - Communistische Partij van Denemarken, Communistische Partij in Denemarken, Communistische Partij
- Dominicaanse Republiek - Kracht van de Revolutie
- Duitsland - Duitse Communistische Partij, Marxistisch-Leninistische Partij van Duitsland, Communistische Partij van Duitsland, Communistisch Platform (Onderdeel van Die Linke)
- Ecuador - Communistische Partij van Ecuador, Marxistisch-Leninistische Communistische Partij van Ecuador, Arbeiders Partij van Ecuador
- Egypte - Egyptische Communistische Partij
- Filipijnen - Communist Party of the Philippines, Partido Komunista ng Pilipinas-1930
- Finland - Communistische Partij van Finland, Communistische Arbeiderspartij - voor Vrede en Socialisme, Bond van Communisten
- Frankrijk - Franse Communistische Partij, Arbeiders Communistische Partij van Frankrijk
- Georgië - Georgische Communistische Partij, Verenigde Communistische Partij van Georgië, Nieuwe Communistische Partij van Georgië
- Guadeloupe - Guadeloupe Communistische Partij
- Hongarije - Hongaarse Communistische Arbeiderspartij
- Ierland - Communistische Partij van Ierland, Arbeiderspartij van Ierland, Socialistische Partij
- India - Communistische Partij van India, Communistische Partij van India (Marxistisch), Communistische Partij van India (Maoïstisch), Socialistische Eenheid Centrum van India (Communistisch), Communistische Partij van India (Marxistisch-Leninistische) Nieuwe Democratie, Communistische Partij van India (Marxistisch-Leninistisch) Bevrijding, Communistische Partij van India (Marxistisch-Leninistische) (Kanu Sanyal)
- Irak - Iraakse Communistische Partij
- Iran - Tudeh Partij van Iran
- Israël - Maki (huidige politieke partij)
- Italië - Heropgerichte Communistische Partij, Partij van Italiaanse Communisten, Italiaanse Marxistisch-Leninistische Partij
- Japan - Japanse Communistische Partij
- Jordanië - Jordaanse Democratische Volkspartij, Jordaanse Communistische Partij
- Kazachstan - Communistische Partij van Kazachstan, Communistische Volkspartij van Kazachstan
- Kirgizië - Communistische Partij van Kirgizië, Partij van Communisten van Kirgizië
- Koerdistan (autonome regio) - Communistische Partij van Koerdistan (Irak), Koerdische Arbeiderspartij - illegaal
- Kroatië - Socialistische Partij van de Arbeid van Kroatië
- Lesotho - Communistische Partij van Lesotho
- Letland - Socialistische Partij van Letland
- Libanon - Libanese Communistische Partij
- Luxemburg - Communistische Partij van Luxemburg
- Malta - Communistische Partij van Malta
- Marokko - Annahj Addimocrati
- Martinique - Martinique Communistische Partij
- Mexico - Socialistische Volkspartij, Partij van Mexicaanse Communisten
- Moldavië - Partij van Communisten van de Republiek Moldavië
- Mongolië - Mongoolse Communistische Partij
- Myanmar - Communistische Partij van Birma (illegaal)
- Nederland - Nieuwe Communistische Partij (NCPN), Verenigde Communistische Partij (VCP), Groep Marxisten-Leninisten/Rode Morgen (GML), Socialistisch Alternatieve Politiek (SAP), Socialistisch Alternatief, Internationale Socialisten (IS), Communistisch Platform, Revolutionaire Eenheid (RE)
- Noorwegen - Norges Kommunistiske Parti, Rødt
- Oekraïne - Communistische Partij van Oekraïne, Communistische Partij van Oekraïne (hernieuwd), Marxistisch-Leninistische Partij van Oekraïne
- Oezbekistan - Communistische Partij van Oezbekistan - illegaal
- Oostenrijk - Communistische Partij van Oostenrijk, Communistische Initiatief
- Pakistan - Communistische Partij Mazdoor Kissan, Communistische Partij van Pakistan
- Palestina - Palestijnse Volkspartij, Volksfront voor de Bevrijding van Palestina
- Panama - Volkspartij van Panama
- Paraguay - Paraguayaanse Communistische Partij
- Peru - Communistische Partij van Peru - Rood Vaderland, Peruaanse Communistische Partij, Lichtend Pad
- Polen - Poolse Communistische Partij
- Portugal - Portugese Communistische Partij (PCP), Portugese Arbeiders 'Communistische Partij
- Réunion - Communistische Partij van Réunion
- Rusland - Communistische Partij van de Russische Federatie, Russische Communistische Arbeiderspartij - Revolutionaire Partij van Communisten, Communistische Partij van Bolsjewieken van de Sovjet-Unie
- San Marino - Sammarinese Communistische Partij
- Senegal - Partij van de Onafhankelijkheid en Arbeid
- Servië - Communistische Partij (Servië), Partij van de Arbeid (Servië)
- Slowakije - Communistische Partij van Slowakije
- Soedan - Soedanese Communistische Partij
- Spanje - Communistische Partij van Spanje, Communistische Partij van het Volk van Spanje
- Sri Lanka - Communistische Partij van Sri Lanka
- Suriname - Kommunistische Partij van Suriname
- Tadzjikistan - Communistische Partij van Tadzjikistan
- Taiwan - Taiwan Communistische Partij, Communistische Partij van de Republiek China
- Transnistrië (niet-erkend land) - Pridnestrovie Communistische Partij, Communistische Partij van Pridnestrovie
- Tsjechië - Communistische Partij van Bohemen en Moravië
- Tunesië - Tunesische Communistische Arbeiderspartij
- Turkije - Communistische Partij van Turkije (huidige), Marxistisch-Leninistische Communistische Partij (Turkije)
- Turkmenistan - Communistische Partij van Turkmenistan - illegaal
- Uruguay - Communistische Partij van Uruguay
- Venezuela - Communistische Partij van Venezuela
- Verenigd Koninkrijk - Communistische Partij van Brittannië, Communistische Partij van Groot-Brittannië (Marxistisch-Leninistisch) Communistische Partij van Brittannië (Marxistisch-Leninistisch), Communistische Partij van Schotland, Nieuwe Communistische Partij van Brittannië, Revolutionaire Communistische Partij van Brittannië (Marxistisch-Leninistisch), Communistische Liga van Groot-Brittannië, Revolutionaire Communistische Groep (VK)
- Verenigde Staten - Communist Party USA
- Wit-Rusland - Communistische Partij van Wit-Rusland
- Zweden - Communistische Partij van Zweden